# Contra Costa Centre
Contra Costa Centre statisztikai település az USA Kalifornia államának Contra Costa megyéjében. Lakosainak száma 6808 fő (2020. április 1.).

## Népesség
A település népességének változása:

| 2010 | 5 364 |
| 2020 | 6 808 |